# Liste des canidés les plus gros
Cette liste classe les espèces de Canidae par poids moyen des individus adultes à l'état sauvage. Elle n’inclut ni les hybrides ni les animaux domestiques. Seules les espèces sauvages de canidés sont incluses, toutes ayant été décrites comme telles par des sources authentiques.

## Liste
| Rang | Espèce                | Nom binominal                        | Illustration | Poids moyen (en kg) | Poids maximal (en kg) | Taille moyenne (en m)      | Taille maximale (en m) Y compris la queue | Hauteur au garrot (en cm) | Habitat natif                      | Carte          |
| ---- | --------------------- | ------------------------------------ | ------------ | ------------------- | --------------------- | -------------------------- | ----------------------------------------- | ------------------------- | ---------------------------------- | -------------- |
| 1    | Loup commun           | Canis lupus                          |              | 14–65               | 79 86                 | 1.4-1.90                   | 2.13-2.5                                  | 97                        | Amérique du Nord et Eurasie        |                |
| 2    | Loup rouge            | Canis rufus                          |              | 23-39               | 40                    | 1.2-1.65                   | 1.7                                       | 80                        | Amérique du Nord                   |                |
| 3    | Loup de l'Est         | Canis lycaon                         |              | 23-30               | 36.7                  | 0.91-1.65[réf. nécessaire] | 1.8                                       | 70                        | Amérique du Nord                   |                |
| 4    | Loup à crinière       | Chrysocyon brachyurus                |              | 20-30               | 36                    | 1.5-1.8 ,                  | 1.9                                       | 107                       | Amérique du Sud                    |                |
| 5    | Lycaon                | Lycaon pictus                        |              | 20-30               | 36                    | 1.10-1.40                  | 1.5                                       | 75                        | Afrique                            |                |
| 6    | Coyote                | Canis latrans                        |              | 8-20                | 33.91                 | 1.0-1.3                    | 1.5                                       | 70                        | Amérique du Nord                   |                |
| 7    | Dhole                 | Cuon alpinus                         |              | 10-21               | 25                    | 0.9-1.3                    | 1.45                                      | 56                        | Asie                               |                |
| 8    | Loup d'Abyssinie      | Canis simensis                       |              | 11-19               | 20                    | 1.1-1.4                    | 1.45 ,                                    | 62                        | Afrique                            |                |
| 9    | Renard roux           | Vulpes vulpes                        |              | 2-14                | 17.2                  | 0.76-1.4                   | 1.5                                       | 50                        | Amérique du Nord, Eurasie, Afrique |                |
| 10   | Loup africain (en)    | Canis lupaster                       |              | 7-14                | 15                    | 1.2-1.4                    | 1.50                                      | 40                        | Afrique                            |                |
| 11   | Chacal à flancs rayés | Lupulella adusta                     |              | 6.5-14              | 15                    | 69-81                      | 95                                        | 50                        | Afrique                            |                |
| 12   | Chacal doré           | Canis aureus                         |              | 6-14                | 14.9                  | 69-85                      | 1.25                                      | 45-50                     | Eurasie                            |                |
| 13   | Culpeau               | Lycalopex culpaeus                   |              | 5-13.5              | 14                    | 94-1.33                    | 1.52                                      | 45-65                     | Amérique du Sud                    |                |
| 14   | Tanuki de Sibérie     | Nyctereutes procyonoides ussuriensis |              | 3-7                 | 9-12,4                | 45-71                      | 97                                        | de 38 à 50 cm             | Europe et Nord de l’Asie           | (En bordeaux). |